# Сеспель Мішші

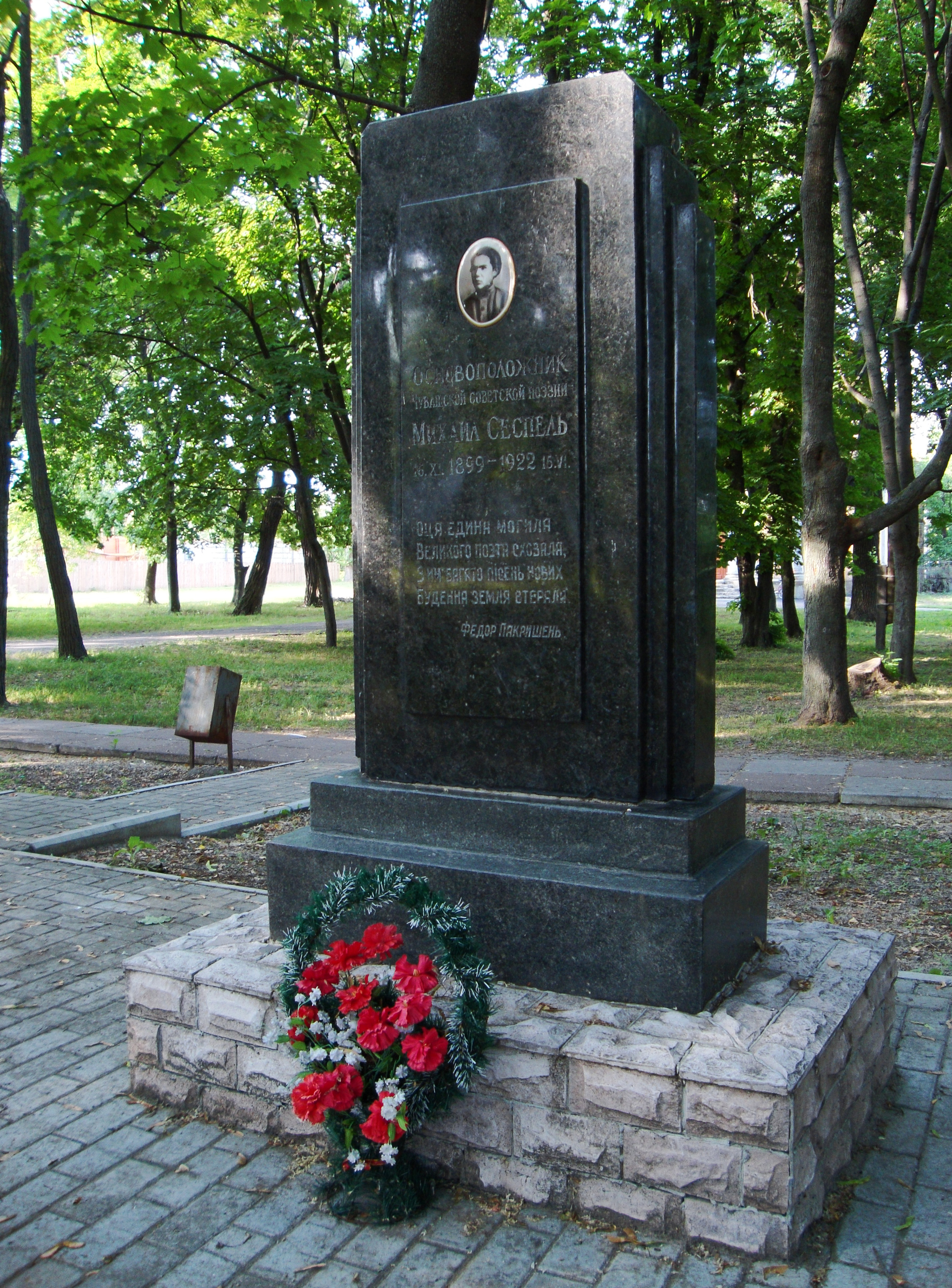
Надгробок Сеспеля Мішші в Остері.

Мішші́ Сеспе́ль (Михайло Кузьмич Сеспе́ль; до вересня 1921 року — Кузьмін;  чув. Çеçпĕл Мишши; 16 листопада 1899, Шутурово — 15 червня 1922) — псевдонім та ім'я та прізвище класика чуваської поезії Михайла Кузьмича Кузьміна (Мишши — чуваська форма імені Михайло, çеçпĕл перекладається як «пролісок»).

## Життєпис
Народився 16 листопада 1899 року в селі Шутурово (чув. Касаккасси Шĕкĕр) Цивільського повіту Казанської губернії. Нині це село носить його ім’я і за новим адміністративним поділом належить до Канаського району Чуваської Республіки.
Навчався в Шихазанській двокласній школі, в 1917 вступає до Тетюшинської учительської семінарії. Після Жовтневого перевороту в Петербурзі добровольцем вступає до лав Червоної Армії, сподіваючись на позитивні наслідки для чуваського народу. В армії вступає до комсомолу та ВКП(б). Одночасно пише вірші в яких критикує російське самодержав’я, негативну роль російського православ’я, захищає чуваську мову від русифікації.
До творчого доробку входить: близько 60 віршів, уривки роману «Втікач», частина драми «Убік», записки з щоденника и більше 100 листів. Сповненими оптимізму, спрямованими в майбутнє рідного народу є вірші «Чуваська мова», «Синові чуваському», «Чувашці», «Пашня Нового дня», «Сталева віра», «До моря».
«Пашня Нового дня» перекладена на 55 мов світу, решта віршів перекладені на українську і російську мови.
Сеспелю приписують роль основоположника сучасної чуваської поезії завдяки його статті від 17 листопада 1920 р. в чуваській газеті «Канаш» («Рада»). Стаття мала назву «Віршування та правила наголосу». Сеспель вніс в чуваську літературну мову силабо-тоніку (властива народній чуваській мові від природи) і тим самим вказав шляхи подальшого розвитку і вдосконалення національної мовленнєвої культури.
Незважаючи на молодість Мішші займав досить відповідальні державні посади: в 1919—1920-х роках слідчий Тетюшинської слідчо-виправної комісії Ревтрибуналу, завідувач відділу юстиції Чуваської автономної області. 1921 року лікувався від туберкульозу в санаторії в Криму. Під час голоду на Поволжі (1922 р.) відправляється в Україну в Чернігівську область, де допомагає розміщувати біженців з Поволжя в українських сім’ях. Одночасно працює в Остерському повітовому земельному відділі, вчителює в місцевій школі (зараз це гімназія, що носить його ім’я).
Життя поета обривається трагічно — бачачи всю безпреспективність комуністичної ідеології, її антилюдську суть, відчуваючи себе причетним до звірств радянського режиму Мішші Сеспель покінчив життя самогубством. За деякими версіями причиною стало не розділене кохання.
Фігура Сеспеля є знаковою для України. Герой Радянського Союзу, український письменник Юрій Збанацький відтворив його образ в романі «Сеспель». А кіностудія ім. Довженка в 1970 р. зняла біографічну дилогію «Полум’яне серце» (режисер Чичканов). Фільм був заборонений в УРСР і режисер відвіз оригінали в Чебоксари.[джерело?]

## Увічнення пам'яті
Ім'я Сеспеля носить вулиця в Чебоксарах, його рідне село, кінотеатри, гімназія в м. Остер, Чернігівської області і пароплав. В Чебоксарах на вулиці Сеспеля відкрито пам'ятник, в рідному селі — музей поета.
25 серпня 2013 в місті Остер Козелецького району Чернігівської області відбулося урочисте відкриття меморіальної стели Михайлу Сеспелю на місці його трагічної загибелі. Стела з граніту споруджена поруч з дерев'яним пам'ятним знаком, встановленим тут раніше.